# Ityraea gregoryi
Ityraea gregoryi är en insektsart som först beskrevs av William Lucas Distant 1910.  Ityraea gregoryi ingår i släktet Ityraea och familjen Flatidae. Inga underarter finns listade i Catalogue of Life.